# Завада-Стара
Завада-Стара (пол. Zawada Stara) — село в Польщі, у гміні Полічна Зволенського повіту Мазовецького воєводства.
Населення — 284 особи (2011).
У 1975-1998 роках село належало до Радомського воєводства.

## Демографія
Демографічна структура станом на 31 березня 2011 року:
|          | Загалом | Допрацездатний вік | Працездатний вік | Постпрацездатний вік |
| -------- | ------- | ------------------ | ---------------- | -------------------- |
| Чоловіки | 144     | 23                 | 101              | 20                   |
| Жінки    | 140     | 24                 | 75               | 41                   |
| Разом    | 284     | 47                 | 176              | 61                   |